# スティーブ・ダルシス
スティーブ・ダルシス（Steve Darcis, 1984年3月13日 - ）は、ベルギー・リエージュ出身の男子プロテニス選手。これまでにATPツアーでシングルス2勝を挙げている。自己最高ランキングはシングルス38位、ダブルス126位。身長177cm、体重73kg。右利き、バックハンド・ストロークは片手打ち。日本語表記では「スティーブ・ダルシー」等もみられる。

## 選手経歴

### ジュニア時代
テニスコーチである父の手ほどきで5歳からテニスを始め、2003年にプロに転向。2005年からデビスカップベルギー代表となった。

### 2007年 ツアー初優勝
2007年7月のオランダ・オープンでは予選から勝ち上がり準決勝で当時13位のミハイル・ユージニーを4-6, 6-0, 7-5で破り決勝に進出した。決勝ではウェルナー・エシャウアーを6-1, 7-6(1)で破りツアー初優勝を果たした。この優勝により世界ランキングを297位から146位に上げた。2007年全米オープンで予選を勝ち上がり4大大会に初出場した。1回戦で第10シードのトミー・ハースに7-6(5), 5-7, 3-6, 4-6で敗れている。2007年の最終ランキングを86位としトップ100入りを果たした。

### 2008年 ツアー2勝目
2008年2月の全米国際インドアテニス選手権で2度目のツアー決勝に進出した。ロビン・セーデリングに6-3, 7-6(1)で勝利し2勝目を挙げた。全仏オープンではオリビエ・ロクスと組んだダブルスでベスト8に進出している。7月のオランダ・オープンでは2年連続で決勝に進出した。決勝ではアルベルト・モンタニェスに 6–1, 5–7, 3–6 で敗れ連覇を逃した。8月の北京五輪でオリンピックに初出場し、1回戦でアテネ五輪金メダリストであるチリのニコラス・マスーに4-6, 5-7で敗れた。

### 2011年 グランドスラム3回戦進出
2011年全仏オープンでは1回戦で第22シードのミカエル・ロドラを6-7(5), 6-3, 6-3, 6-3、2回戦でフィリップ・ペッシュナーを7-5, 6-4, 6-4で破り初めて4大大会の3回戦に進出した。3回戦で第9シードのガエル・モンフィスに3-6, 4-6, 5-7で敗れた。

### 2012年 ロンドン五輪3回戦進出
2012年7月のロンドン五輪で2度目のオリンピックに出場した。1回戦で第6シードのトマーシュ・ベルディハを6-4, 6-4で破る殊勲を挙げた。3回戦でニコラス・アルマグロに5-7, 3-6で敗れた。

### 2013年 ナダル撃破
2013年ウィンブルドン選手権ではシングルス1回戦でラファエル・ナダルを7-6(4), 7-6(8), 6-4で破る番狂わせを起こした。ナダルが4大大会の1回戦で敗退したのは初めてであった。しかし2回戦のルカシュ・クボットとの試合を右肩の負傷のため棄権した。

### 2015年 デビス杯準優勝
デビスカップ2015では初戦のスイス戦でミヒャエル・ラマーに、準々決勝のカナダ戦ではフランク・ダンチェビッチとフィリップ・ペリウォに勝利。準決勝のアルゼンチン戦では第2戦でレオナルド・マイエルに敗れるも、第5戦でカルロス・ベルロクに勝利し、ベルギーの決勝進出を決めた。決勝のイギリス戦ではダブルスにダビド・ゴファンと組んで出場するが、マレー兄弟に敗れ、初優勝はならなかった。

### 2017年 デビス杯準優勝
2017年全豪オープンでは1回戦で地元オーストラリアのサム・グロスに勝利し、全豪初勝利を上げると2回戦でディエゴ・シュワルツマンを破り4大大会2度目の3回戦進出を果たした。3回戦ではアンドレアス・セッピに敗れた。

## ATPツアー決勝進出結果

### シングルス: 3回 (2勝1敗)
| 大会グレード                            |
| グランドスラム (0-0)                    |
| ATPワールドツアー・ファイナル (0-0)     |
| ATPワールドツアー・マスターズ1000 (0-0) |
| ATPワールドツアー・500シリーズ (1–0)    |
| ATPワールドツアー・250シリーズ (1–1)    |

| サーフェス別タイトル |
| ハード (1–0)         |
| クレー (1–1)         |
| 芝 (0-0)             |
| カーペット (0-0)     |

| 結果   | No. | 決勝日        | 大会               | サーフェス    | 対戦相手                 | スコア        |
| ------ | --- | ------------- | ------------------ | ------------- | ------------------------ | ------------- |
| 優勝   | 1.  | 2007年7月16日 | アメルスフォールト | クレー        | ウェルナー・エシャウアー | 6–1, 7–6(1)   |
| 優勝   | 2.  | 2008年3月2日  | メンフィス         | ハード (室内) | ロビン・セーデリング     | 6-3, 7-6(1)   |
| 準優勝 | 1.  | 2008年7月20日 | アメルスフォールト | クレー        | アルベルト・モンタニェス | 6–1, 5–7, 3–6 |

## シングルス成績
略語の説明
| W | F | SF | QF | #R | RR | Q# | LQ | A | Z# | PO | G | S | B | NMS | P | NH |

W=優勝, F=準優勝, SF=ベスト4, QF=ベスト8, #R=#回戦敗退, RR=ラウンドロビン敗退, Q#=予選#回戦敗退, LQ=予選敗退, A=大会不参加, Z#=デビスカップ/BJKカップ地域ゾーン, PO=デビスカップ/BJKカッププレーオフ, G=オリンピック金メダル, S=オリンピック銀メダル, B=オリンピック銅メダル, NMS=マスターズシリーズから降格, P=開催延期, NH=開催なし.
| 大会           | 2007 | 2008 | 2009 | 2010 | 2011 | 2012 | 2013 | 2014 | 2015 | 2016 | 2017 | 2018 | 2019 | 通算成績 |
| -------------- | ---- | ---- | ---- | ---- | ---- | ---- | ---- | ---- | ---- | ---- | ---- | ---- | ---- | -------- |
| 全豪オープン   | A    | 1R   | 1R   | A    | LQ   | 1R   | 1R   | A    | LQ   | 1R   | 3R   | A    | 1R   | 2–7      |
| 全仏オープン   | A    | 1R   | 1R   | 2R   | 3R   | 1R   | 1R   | A    | 1R   | 2R   | 1R   | A    | LQ   | 4–9      |
| ウィンブルドン | A    | 1R   | 2R   | A    | LQ   | 1R   | 2R   | LQ   | 1R   | A    | 2R   | A    | 2R   | 4–6      |
| 全米オープン   | 1R   | 2R   | 1R   | A    | 2R   | 2R   | A    | 1R   | 2R   | 2R   | 1R   | A    | 1R   | 5–10     |

※: 2013年ウィンブルドン2回戦の不戦敗は通算成績に含まない
大会最高成績
| 大会                 | 成績 | 年         |
| -------------------- | ---- | ---------- |
| ATPファイナルズ      | A    | 出場なし   |
| インディアンウェルズ | 2R   | 2009, 2012 |
| マイアミ             | 3R   | 2015       |
| モンテカルロ         | 1R   | 2017       |
| マドリード           | 1R   | 2008       |
| ローマ               | 2R   | 2008       |
| カナダ               | A    | 出場なし   |
| シンシナティ         | Q1   | 2012       |
| 上海                 | A    | 出場なし   |
| パリ                 | Q1   | 2012       |
| ハンブルク           | 1R   | 2008       |
| オリンピック         | 3R   | 2012       |
| デビスカップ         | F    | 2015, 2017 |
| ATPカップ            | A    | 出場なし   |